# كريس لوك
نائب المارشال الجوي كريستوفر جيمس «كريس» لوك (بالإنجليزية: Christopher James "Chris" Luck)‏ ضابط في سلاح الجو الملكي. كان قائد كلية سلاح الجو الملكي في كرانويل من 2013 إلى 2016.

## المسيرة العسكرية
في 11 أكتوبر 1984 تم تعيين لوك في فرع الواجبات العامة في سلاح الجو الملكي بصفته ضابطا طيارا بالوكالة. ثم قام بتدريب على الطيران على طائرتي دي هافيلاند كندا دي إتش سي-1 تشيبمونك وباك جت بروفوست قبل التدريب على طائرات الهليكوبتر. بعد الانتهاء من التدريب تم نشره في السرب رقم 33 وهو سرب يتكون من مروحيات ايروسباسيال أس إيه 330 بوما ويقع مقره في قاعدة سلاح الجو الملكي في أوديهام في هامبشير. تمت ترقيته إلى ضابط الطيران في 11 أكتوبر 1986. خلال حياته المهنية الأولى خضع لعمليات نشر في أيرلندا الشمالية وبليز.
تمت ترقيته إلى ملازم طيران في 11 أبريل 1990. تم نشره إلى العراق كجزء من عملية غرانبي ضمن العملية البريطانية خلال حرب الخليج الثانية عام 1991. في عام 1992 خضع لتدريب ليصبح مدربا هليكوبتر مؤهل في قاعدة سلاح الجو الملكي في شاوپوري. ثم تم نشره في السرب رقم 230 ومقره في ألديرغروف بأيرلندا الشمالية الذي خدم من 1992 إلى 1996. اعترافا ب «خدماته المرموقة والمتميزة في ايرلندا الشمالية» عين لوك عضوا في امبراطورية بريطانيا في نوفمبر 1996.
تم نشره في البوسنة والهرسك خلال حرب البوسنة والهرسك كجزء من قوة الأمم المتحدة.
كجزء من الترقيات نصف السنوية تمت ترقيته إلى زعيم سرب في 1 يوليو 1996. ثم عاد إلى قاعدة أوديهام ليصبح ضابطا في قيادة وحدة تحويل عمليات بوما وهي جزء من سرب رقم 27 (الاحتياطي). في عام 1998 وفي نهاية هذا النشر غادر السرب رقم 27 (الاحتياطي) لينضم إلى السرب رقم 33 في بنسون. في عام 1999 تم نشره إلى قيادة ضربة سلاح الجو الملكي كضابط مكتب الروتاري. انتقل إلى هذه الوظيفة قريبا إلى قيادة طائرات الهليكوبتر المشتركة حديثا. في الفترة من أغسطس 2001 إلى عام 2003 كان ملحقا للقوات الجوية الكويتية كمستشار ومدرب لطائرات الهليكوبتر وكان مقره في قاعدة علي السالم الجوية.
كجزء من الترقيات نصف السنوية تمت ترقيته إلى قائد الجناح في 1 يناير 2003. ثم التحق بالقيادة الجوية للقوات الجوية الأمريكية وأركانها في قاعدة ماكسويل للقوات الجوية في مونتغمري بألباما. من يوليو 2004 إلى يونيو 2006 ظل في الكلية كعضو في توجيه الموظفين كنائب مدير الاستراتيجية والحرب. في عام 2006 التحق بمدرسة القوات الجوية الأمريكية للدراسات المتقدمة للطيران والفضاء وكان أول غير أمريكي يدرس فيها. تخرج مع ماجستير في الآداب في القوة الجوية الاستراتيجية.
في عام 2007 عاد إلى المملكة المتحدة وعين ضابطا يقود السرب الرقم 33 في بنسون. شملت هذه الجولة النشر إلى العراق كجزء من عملية تليك. في يونيو 2009 تمت ترقيته إلى قائد المجموعة ونشر في المقر الدائم كنائب لرئيس الأركان المساعد. كان مسؤولا خاصا عن منطقة الشرق الأوسط ومكافحة الإرهاب العالمية. في نوفمبر 2011 أصبح ضابطا في سلاح الجو الملكي في شاوپوري موطن مدرسة هليكوبتر الدفاع الطائر. في الفترة من سبتمبر إلى نوفمبر 2013 درس في الكلية الملكية للدراسات الدفاعية. في ديسمبر 2013 تم تعيينه قائدا لكلية سلاح الجو الملكي في كرانويل وهو المنصب الذي ظل فيه حتى أغسطس 2016 عندما خلفه الرئيس الجوي بيتر سكيرز. تم ترقيته إلى نائب المارشال وسيتم تعيينه قائدا لقيادة الخدمات المشتركة وكلية الموظفين في أغسطس 2017.
حلق لوك في أكثر من 5000 ساعة طيران عسكرية منها 4300 ساعة على ايروسباسيال أس إيه 330 بوما. تم تعيينه ياور للملكة إليزابيث الثانية في 20 يناير 2010. تنازل عن التعيين في 9 سبتمبر 2013 لكنه تم تعيينه مرة أخرى في 16 ديسمبر من نفس العام.

## الحياة الشخصية
لوك يمارس الفروسية بانتظام. هو رئيس جمعية رأس المال الأسترالي ورئيس الفروسية للقوات المسلحة البريطانية ونائب رئيس القوات المسلحة البريطانية في بولو.